# Eystra Sandfell
Eystra Sandfell är en bergstopp i republiken Island. Den ligger i regionen Norðurland vestra, 190 km nordost om huvudstaden Reykjavík. Toppen på Eystra Sandfell är 920 meter över havet.
Trakten runt Eystra Sandfell är nära nog obefolkad, med mindre än två invånare per kvadratkilometer. Närmaste större samhälle är Sauðárkrókur, omkring 17 kilometer norr om Eystra Sandfell. Trakten runt Eystra Sandfell består i huvudsak av gräsmarker.